# Piaggio Porter

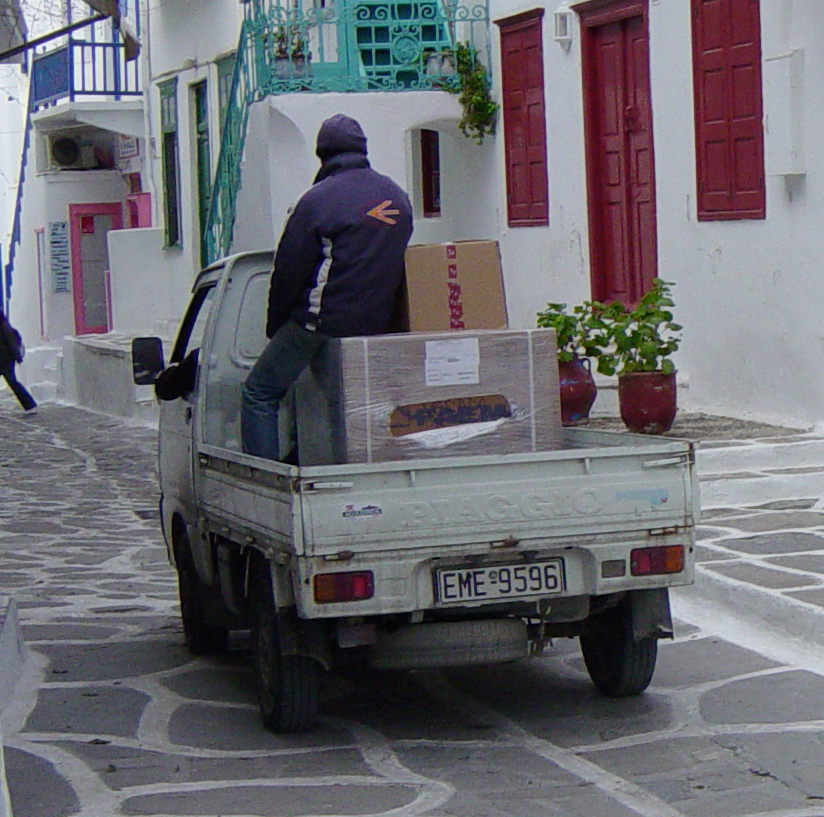
Rückansicht des Piaggio Porter Pritschenwagens. Eingesetzt auf einer griechischen Insel

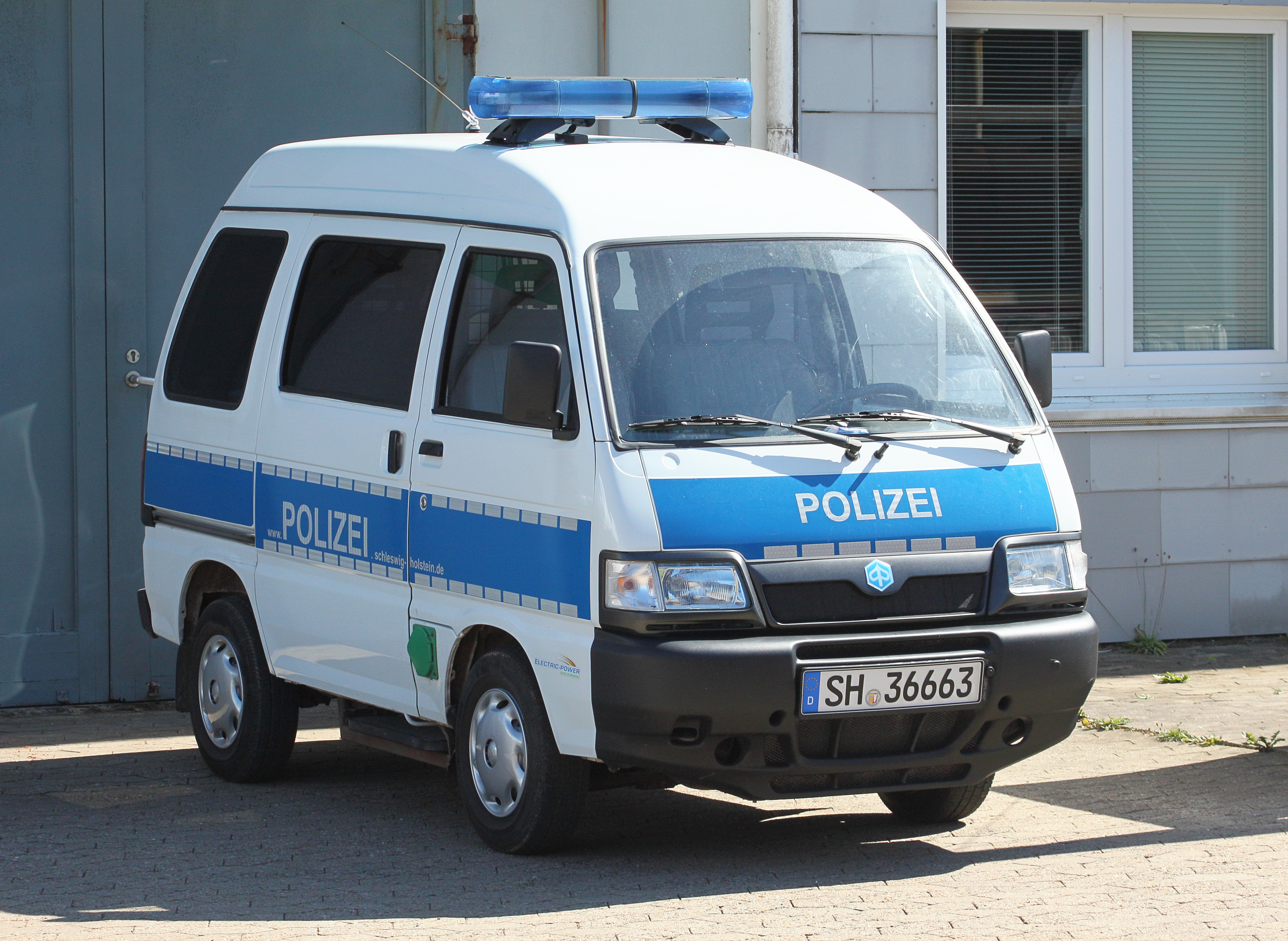
Piaggio Porter als Polizeifahrzeug auf Helgoland

Der Piaggio Porter ist eine Baureihe von Kleintransportern des italienischen Herstellers Piaggio wahlweise mit Otto-, Diesel- oder Elektromotor.
Der Wagen basiert auf dem Daihatsu Hijet. Der Hijet wurde von Piaggio zwischen 1992 und 2002 für die Toyota-Tochter Daihatsu gebaut. Seither baut Piaggio den Porter auf der Grundlage einer Lizenz von Daihatsu. Die Motoren werden in Indien gebaut.
Angeboten werden die Bauformen Kleinbus, Kastenwagen, Pritschenwagen, Kipper und Big Deck (Pritschenwagen mit vergrößerter Ladefläche 1400 × 2325 mm) und für Sonderaufbauten Chassis/Kabine. Die Maxxi-Varianten sind hinten mit Zwillingsbereifung ausgestattet. Außerdem gibt es noch den Porter EL der die Einstiegsvariante zu einem günstigeren Preis darstellt. Die Porter 4×4-Version fürs Gelände schafft 28 % Steigung und eine Seitenneigung von 45 Grad.
2021 wurde schließlich ein neues Modell vorgestellt. Die Neuentwicklung „NP6“ wird mit Benzin- und Bifuel-4-Zylinder-Motoren angetrieben (Bifuel: Autogas und Benzin). Die Kabine ist 1.640 mm breit. Das Modell mit fester Ladefläche SW L1 ist 4.215 mm lang. Die Zuladung beträgt 1,6 to bei einem zulässigen Gesamtgewicht von 2,8 to bei Zwillingsbereifung.

## Antriebsvarianten

### Variante mit Ottomotor
Der Ottomotor verfügt über 1300 cm³ Hubraum und leistete ursprünglich 44 kW. Das Fahrzeug erreicht damit eine Höchstgeschwindigkeit von 130 km/h. Zum Modelljahr 2011 erhielt der Porter einen neuen Reihenvierzylindermotor (Multi-Tech Serie) mit vier Ventilen pro Zylinder und zwei obenliegenden Nockenwellen. Er leistet 52 kW (71 PS). Zum Modelljahr 2016 wurde der Motor erneut überarbeitet und leistet aktuell 61 kW (82 PS), wobei die Höchstgeschwindigkeit nach wie vor 130 km/h beträgt. Außerdem erfüllt der Motor inzwischen die Euro-6-Norm.

### Variante mit Dieselmotor
Mit dem Dieselmotor mit 1400 cm³ und 28 kW maximaler Leistung beträgt die Höchstgeschwindigkeit 110 km/h. Außer dem neuen Ottomotor erhielt der Porter zum Modelljahr 2011 einen neu entwickelten Zweizylinder-Dieselmotor, Typ P120, mit Common-Rail-Direkteinspritzung. Er bietet eine Leistung von 47 kW (63 PS).

### Variante mit Elektroantrieb
Die Modelle werden mit 9,2 und 10,5-kW-Elektromotor angeboten. Die Nutzlast liegt je nach Aufbaugewicht zwischen 440 kg (Kombi) und 560 kg (Pick-Up). Die Höchstgeschwindigkeit liegt je nach Motor zwischen 48 und 57 km/h. Der Porter Elektro hat eine Reichweite zwischen 75 und 137 km, je nach Fahrweise und Motor. Die Aufladedauer der Antriebsbatterie an einem 230-Volt-Netz beträgt acht Stunden, mit 400-V-Drehstrom und externem Ladegerät zwei Stunden.
Versionen des Elektro Porter werden seit 1995 angeboten.
Alle Porter-Varianten sind seit Februar 2011 serienmäßig mit ABS sowie einer Servolenkung ausgestattet. Mit den neuen Motoren führte Piaggio eine modernere Frontgestaltung (insb. Kühlergrill und Scheinwerfer) ein, während sich die Seitenansicht nicht änderte.
2016 kam als Serienausstattung noch das Stabilitätsprogramm ESC dazu.